# Visserij in Suriname

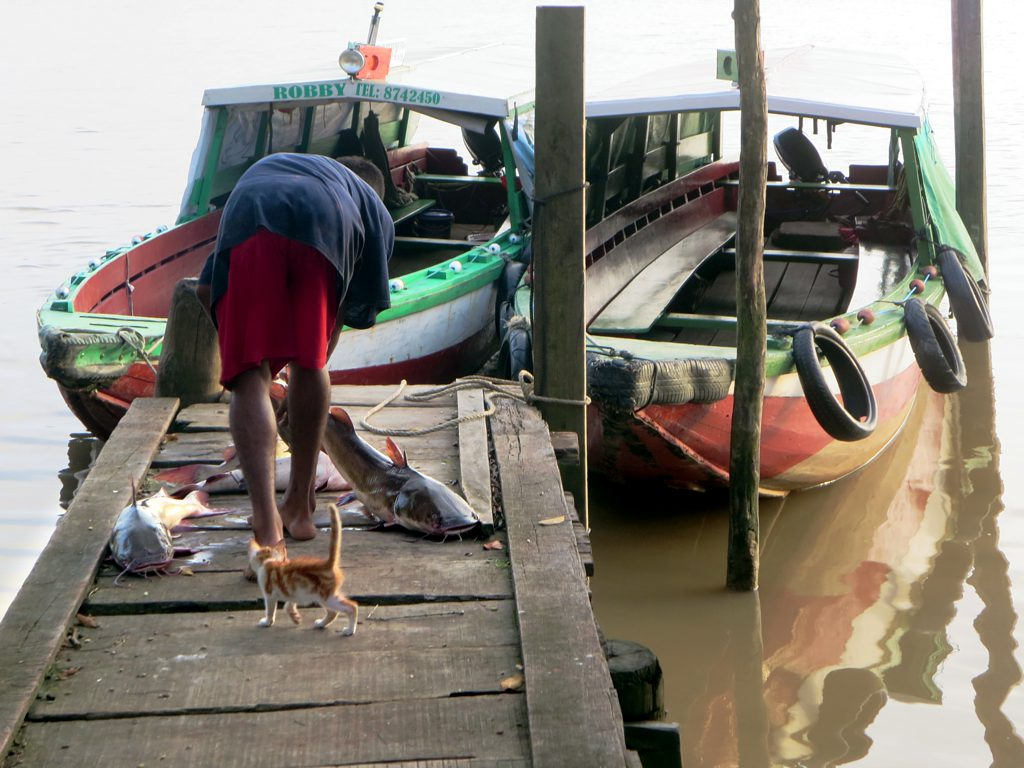
Verzamelen van meervallen

Visserij in Suriname is een bedrijfstak binnen de Surinaamse economie die onder de verantwoordelijkheid van het ministerie van Landbouw, Veeteelt en Visserij valt.
Visserij heeft met 35% tot 40%  het belangrijkste exportaandeel binnen de agrarische sector. De belangrijkste exportproducten zijn de seabobs uit de rivieren en de diepzeegarnalen.

## Vangstmethoden

### Visserij in bovenrivieren en kreken
In de bovenrivieren en kreken wordt van oudsher gevist door inheemsen en marrons. Als visgerei dienen hierbij de pijl-en-boog of de baskita (gevlochten mand). Een veel gevangen vis is de anjoemara (jaagzalm), en verder wordt gevist op de pakoe (koemaroe), piren (zwarte piranha), prake (sidderaal, of Saramaccaans: maisi), ston-fisi en toekoenari (pauwoogbaars). In het Brokopondostuwmeer kan de sidderaal twee meter lang worden en de pauwoogbaars zes kilo zwaar.

### Koebi- of harititévisserij
De koebi is een riviervis waarop door inheemsen, Creolen en Hindoestanen wordt gevist in de Coppename-, Marowijne-, Saramacca- en Surinamerivier. Dit gebeurt in ploegen van vijf tot zeven personen die een drijfnet in een cirkel uitzetten. Voor het binnenhalen worden houten boten van ruim 15 meter gebruikt. De vis wordt vers op de markt verhandeld.

### Lijnvisserij
De lijnvisserij wordt vooral door Hindoestanen en Javanen beoefend bij de riviermondingen. Hiervoor wordt een lijn aan het anker en een boei bevestigd, waaraan zich een zijlijn met circa honderd haakjes bevindt. De vissers werken vanuit kleine boten en vangen vooral koemakoema (geelbagger) en kodokoe. De vissen worden gerookt op de markt aangeboden.

### Garnalenvisserij in de riviermonden
Nabij de oevers wordt in de riviermonden met grote fuiken op garnalen gevist. Hierbij wordt gebruikgemaakt van de stroming als gevolg van eb en vloed. De 'seabob'-garnalen, ook wel 'tiger shrimps' en 'wetibere', worden vers of gedroogd op de markt verhandeld. Tijdens de verwerking ontstaat garnalenzemel als afvalproduct dat tot veevoer wordt verwerkt en aan de veeteeltsector wordt verkocht.

### Diepzeevisserij naar vis en garnalen

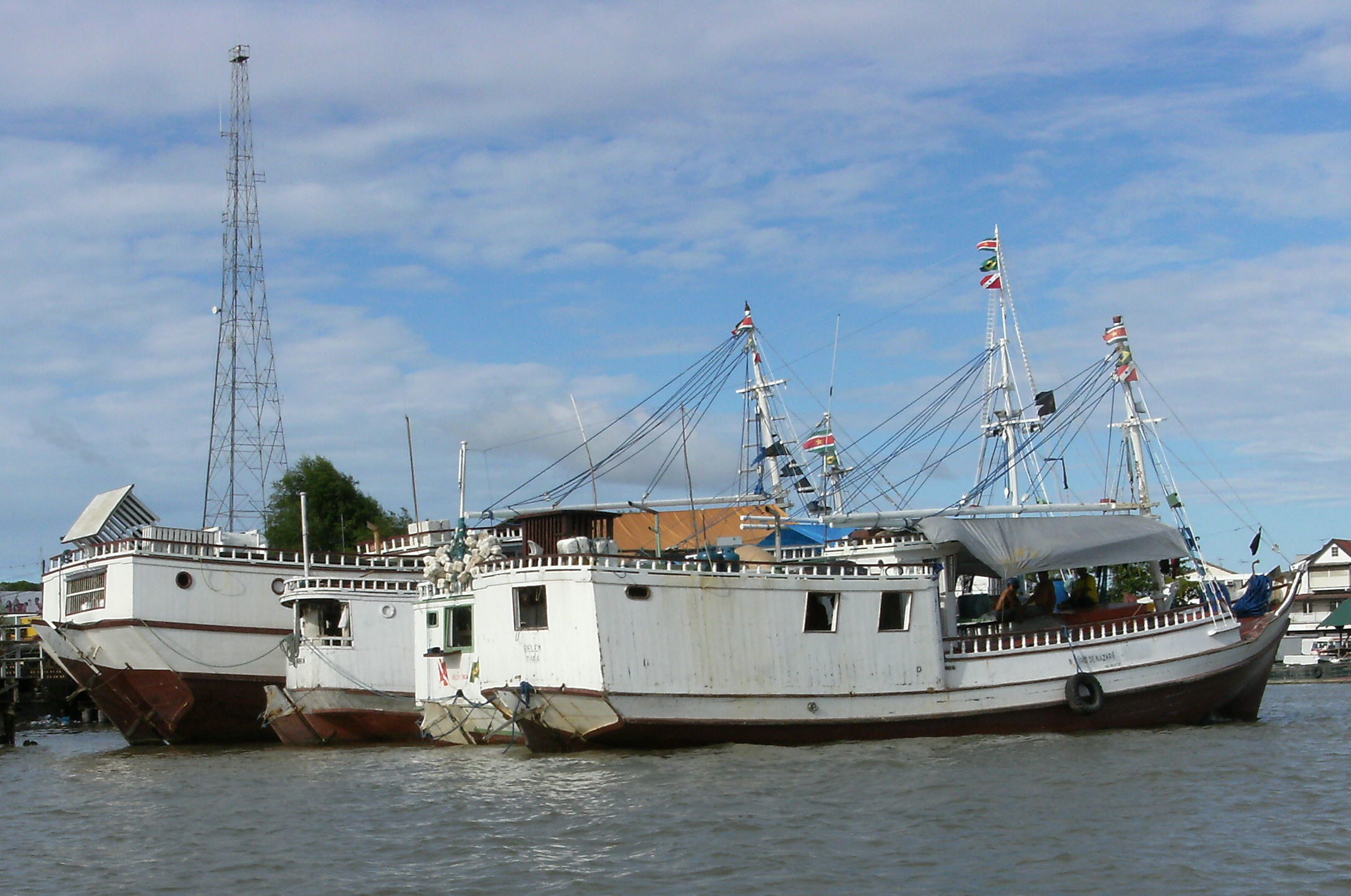
Vissersboten op de Surinamerivier, 2009

De diepzeevisserij ging in Suriname van start met de eerste trawlers van 40 ton uit Barbados. In 1908 werd de eerste en in 1910 de tweede gekocht door De Eerste Surinaamsche Zeevisscherij Mij die daarvoor speciaal was opgericht door de ijsfabrikant Sträter Esser. Na een periode van onderzoek in de jaren 1950 werd vastgesteld dat de bodemgesteldheid veel overeenkomsten heeft met die in de Golf van Mexico, waarna 'gulf trawlers' werden ingezet en het visserijsysteem uit die regio werd overgenomen. Visvangst gebeurt in de Surinaamse wateren vooral overdag en garnalenvangst 's nachts. In 1958 begon SAIL NV met de vangst op grote garnalen. Vanaf 1972 waren de Surinaamse wateren ook toegankelijk voor buitenlandse bedrijven. In de jaren 1970 bevonden zich tussen de 500 en 900 trawlers voor de Surinaamse kust.
In de jaren 2020 is een groot deel van de garnalenpopulatie verdwenen, vanwege overbevissing en klimaatverandering. In de jaren 1970 en 1980 werden nog 140 vergunning voor op zee aangesproken. In 2023 was dat inmiddels nog 20.

### Drijfnetvisserij
De drijfnetvisserij wordt vooral door Guyanezen voor de kust en in de riviermondingen uitgevoerd. Dit gebeurt op de manier zoals deze in Guayna gebruikelijk is. Hiervoor worden zeewaardige boten gebruikt met een buiten- of binnenboordmotor. De netten hebben een lengte van een kilometer en de mazen zijn 8,5 tot 10 centimeter groot. Op deze manier worden vooral banban, jarabaka (geelbagger), koepira, papaoema en zeekoebi gevangen.

### Strand-, banknetten- of njawarvisserij
Deze vorm van visserij komt sinds ten minste het begin van de 20e eeuw voor in Suriname en kende tijdens de Tweede Wereldoorlog een sterke bloei omdat er minder voedselaanvoer van buitenaf kwam. Uit deze periode stamt de eerste Visserijbond. Bij deze visserij zijn de bemanningsleden geen beroepsvissers. Uit de opbrengst worden eerst de kosten betaald en gaat de helft naar de bemanning en de helft naar de booteigenaar-stuurman. Bij een tegenvallende vangst wordt deze aangevuld met rijst. Het vissen bestaat uit het aanbrengen van netten op stokken die 2,5 meter boven de bodem uitsteken. Enkele uren na de vloed wordt het net losgemaakt. Nadat het water is gedaald, worden de vissen van het modder af gehaald. Op deze manier worden vissen gevangen als de banban, granmorgoe (bot), kweriman (harder), papaoema, (binnen)snoek en wet'weti.

### Pannenvisserij
Met pannenvisserij wordt de visserij bedoeld in het brakke water van de zwampen (moerassen), zoals in Bigi Pan, Commewijne en Sipaliwini. Deze visserij gebeurt in ploegen van drie tot twaalf personen die de vissen naar de netten opjagen met lawaai en door stokslagen op het water. Hierbij worden vooral de binnensnoek, prasi en dagoeboi (tienponder) gevangen. De vissen worden gerookt in barbakots, die op palen boven de zwampen zijn gebouwd, en vinden aftrek in de rest van Suriname.

### Visserij in zwampen
Een andere vorm van visserij in de zwampen gebeurt in het grote droge seizoen (augustus tot en met begin oktober), waarbij de bijna drooggevallen diepste plaatsen worden bevist. De commerciële vangst gebeurt met werpnetten, sleepnetten en fuiken. Ook worden geulen uitgegraven voor de sportvisserij. De vangst bestaat vooral uit de kwikwi (katrina-kwikwi, plata-ede-kwikwi en hei-ede-kwikwi), pataka, tilapia (natalbaars) en warapa. De vangst wordt in de rest van Suriname verkocht en maakt tijdens het grote droge seizoen het belangrijkste aandeel uit op de markten.

### Aquacultuur

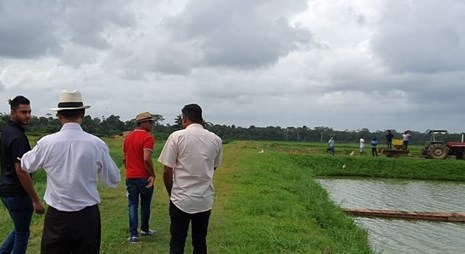
Bezoek van minister Parmessar aan Amazon Aquaculture Enterprise in Commewijne, 2019

In Suriname zijn er verschillende initiatieven op het gebied van aquacultuur, waarmee de doelmatige kweek buiten de natuurlijke leefgebieden wordt bedoeld. In 2015 herstartten een aantal ondernemers onder leiding van Jowy Essed de Aquaculture Association Suriname. In de jaren erna werd in de politiek vooral gesproken over stimulering van deze sector. In Suriname worden onder meer kwikwi en garnalen in aquacultuur geteeld.

### Aquariumvisserij
In de aquariumvisserij worden vissen gevangen ten behoeve van aquariums. Ze worden in het binnenland gevangen en in plastic zakken vervoerd die met zuurstof zijn bijgevuld. Via de luchthaven van Zanderij worden ze levend naar de VS en Europa getransporteerd.

## Aandeel
De landbouwsector, inclusief visserij, bosbouw en jacht, maakt ruwweg een tiende deel uit van de Surinaamse economie (periode 1993-2004). In de jaren 2010 was er sprake van groei in de visserijsector. In het jaar 2020 werken rond de 7000 mensen in dit vak en draagt de sector tussen de 50 en 70 miljoen USD bij aan de overheidsinkomsten. Naar schatting vijftig procent van de visvangst is anno 2020 illegaal. Illegale vissers zouden begin jaren 2010 vooral afkomstig zijn uit Brazilië, Guyana, Trinidad en Venezuela.

## Organisaties
Bedrijven die zich bezighouden met de garnalensector zijn onder meer Suriname American Industries (SAIL), Seafood Industries Suriname (SIS), Suriname Japan Fisheries (SUJAFI), Heiploeg Suriname en de Surinaamse Garnalenvangst Maatschappij. Er zijn rond de tien officieel bekende vis exporterende verwerkingsbedrijven en vier garnalenexporteurs.
Een instantie die onder het ministerie valt, is de Centrale voor Vissershavens in Suriname. Daarnaast zijn er onafhankelijke vissers actief en heeft de industriële visserijsector zich verenigd in de Suriname Industrial Fisheries Cooperative. Vissers hebben zich in verschillende verbanden verenigd, waaronder de Suriname National Fishersfolk Organization, het Visserscollectief en de Suriname Seafood Associatie.
In 2008 werd het Agrarisch Kredietfonds opgezet uit de Verdragsgelden, met kredieten voor kleine en middengrote bedrijven tegen een laag rentepercentage. De kredieten waren bestemd voor ondernemers in de landbouw, veeteelt en de visserij. Minister Lekhram Soerdjan hief het fonds in december 2018 op en bracht het onder bij de Nationale Ontwikkelingsbank (NOB). Eind 2020 bespreekt de regering-Santokhi een herleving van het fonds met de Verenigde Staten en Nederland; beide landen tonen interesse om het fonds te ondersteunen.

## Incidenten

### Piraterij (2010-2020)
Een terugkerend probleem voor de kust van Suriname is piraterij. In 2012 en 2014 waren er meerdere incidenten, wat de aanleiding gaf tot de oprichting van de Surinaamse Kustwacht. Tijdens een aanval in 2018 werden meerdere Surinaamse vissers gedood. Om de veiligheid te vergroten werd bij de introductie van het Vessel Monitoring System in 2020 ook een noodknop geïnstalleerd.

### Chinese trawlers (2018-2019)
In 2017 werden illegaal vergunningen verstrekt aan Guyaanse vissers. Hetzelfde gebeurde aan vissers met grote hektrawlers uit China die in 2018 de Surinaamse wateren binnenvoeren. Vanuit de sector werd hiertegen geprotesteerd bij het ministerie, onder meer met een petitie, en er werd met succes een rechtszaak aangespannen waardoor de trawlers in 2019 werden gesommeerd de Surinaamse wateren te verlaten.

### Guyaanse visserij (2021-2022)
Na een bezoek in augustus 2021 van president Chan Santokhi beweerde Guyana dat circa 150 vissers door middel van Surinaamse visvergunningen uit de illegaliteit gehaald zouden worden. Het dispuut liep zo hoog op, dat Suriname de Guyaanse ambassadeur Keith George ontbood en bepaalde uitlatingen van vicepresident Bharrat Jagdeo als een onvriendelijke daad bestempelde. Hierna werden de besprekingen via de diplomatieke kanalen vervolgd.

### Sargassum-zeewier
Sargassum-zeewier komt voor in de Atlantische Oceaan van de Golf van Mexico tot de Afrikaanse westkust. Surinaamse vissers ondervinden anno 2025 ook hinder van deze zeewier, die de vissersnetten zodanig verfrommelen dat ze lijken op een dikke bundel touw. De visvangst wordt belemmerd en het kost vissers veel tijd om de netten weer in orde te brengen, waardoor de kosten toenemen.

## Kwaliteitsbeheersing
Ten behoeve van de kwaliteitsbewaking in de visserijsector, wordt via het Natuurtechnisch Instituut (Natin) de opleiding Kwaliteitsmanager Visserijsector aangeboden die in samenwerking met de overheid tot stand is gekomen. Ook worden overheidsdienaren benoemd tot Buitengewoon Agent van Politie (BAvP), zoals werknemers van het Viskeuringsinstituut (VKI) en het onderdirectoraat Visserij van het ministerie.